# Västergötland-Klasse
Die Västergötland-Klasse ist eine Klasse von vier U-Booten die für schwedische Marine gebaut wurden.

## Allgemeines
Die vier ursprünglichen Einheiten dieser Klasse (Västergötland, Hälsingland, Södermanland und Östergötland) wurden zwischen 1983 und 1988 auf der Werft Kockums gebaut.
Die letzteren beiden Boote wurden ab dem Jahr 2000 zusätzlichen Nachrüstungen unterzogen: dazu zählt vor allem eine neue Sektion mit AIP-System von Stirlingmotoren. Eine neue Klimaanlage wurde ebenso eingebaut wie eine Schleuse für den Einsatz von Spezialeinheiten. Sie wurden danach als Södermanland-Klasse wieder in Dienst gestellt.
Bei der Modernisierung wurden die Boote unmittelbar achtern des Turms auseinandergeschnitten und durch Einsetzen einer neuen 12 m langen Sektion auf 60 m verlängert. In der neuen Sektion befinden sich das neue Stirling-AIP-System, Flüssigsauerstofftanks und Elektrogeneratoren. Nach der Modernisierung können die Boote jetzt auch in tropischen Gewässern eingesetzt werden. Früher waren die Boote lediglich für den Einsatz in kalten nordischen Gewässern ausgelegt. Höhere Temperaturen des Umgebungswassers hätten zu Problemen mit erhöhter Innentemperatur und vermehrtem Schwitzwasser führen können, weil bisher Seewasser zur Kühlung an Bord gepumpt wurde. Nun sind die U-Boote stattdessen mit Wärmeübertragern ausgerüstet. Neben der Verbesserung der Tarnkappeneigenschaften der Boote wurden außerdem die Bord- und Waffensysteme auf den neusten Stand der Technik gebracht. Mit der Södermanland-Klasse verfügt die schwedische Marine nun ausschließlich über U-Boote mit außenluftunabhängigem Antrieb.

### Archer-Klasse
Die anderen beiden wurden bis November 2005 in den Reservedienst gestellt, bevor sie an die Marine Singapurs, der Republic of Singapore Navy (RSN), verkauft wurden. Sie wurden ebenfalls auf den Standard der Södermanland-Klasse aufgerüstet und erhielten eine zusätzliche Klimatisierung für den Dienst in tropischen Gewässern. Die Defence Science and Technology Agency (DSTA) Singapurs und ST rüsteten die Boote zusätzlich mit neuen Einsatzführungssystemen und Feuerleitanlagen aus. Die Boote sind nunmehr 60,5 m lang und haben eine Besatzung von 27 Mann. Das Training von RSN-Personal begann 2007; die Archer (ex Hälsingland) traf 2009 in der Changi Naval Base ein, wo sie am 2. Dezember 2011 in Dienst gestellt wurde; die Swordsman (ex Västergötland) wurde 2010 in Changi übernommen und am 30. April 2013 in Dienst gestellt. Sie bilden das „171. Squadron“ (Geschwader).

## Einheiten
Schweden
| Name          | Kiellegung      | Stapellauf       | Indienststellung  | Außerdienststellung | Bemerkung                                |
| ------------- | --------------- | ---------------- | ----------------- | ------------------- | ---------------------------------------- |
| Västergötland | 10. Januar 1983 | 19. Juli 1986    | 27. November 1987 | 1997                | am 4. November 2005 an Singapur verkauft |
| Hälsingland   | 1. Januar 1984  | 31. August 1987  | 20. Oktober 1988  | 1997                | am 4. November 2005 an Singapur verkauft |
| Södermanland  | 1985            | 12. April 1988   | 21. April 1989    |                     | Aktiv                                    |
| Östergötland  | 1986            | 9. Dezember 1988 | 1990              | 2021                | Reserve                                  |

 Singapur
| Name      | Indienststellung | Außerdienststellung | Bemerkungen                  |
| --------- | ---------------- | ------------------- | ---------------------------- |
| Archer    | 2. Dezember 2011 |                     | Aktiv, ehemals Hälsingland   |
| Swordsman | 30. April 2013   |                     | Aktiv, ehemals Västergötland |